# Felix Königsberger
Felix Fritz Willi Königsberger (* 21. Februar 1884 in Berlin; † 28. März 1945 in KZ Dachau) war ein deutscher Arzt, der sich in der »Arbeitsgemeinschaft sozialdemokratischer Ärzte« und in der Organisation der Krankenkassen-Ambulatorien engagierte. 

## Leben und Werk
Felix Königsberger war der Sohn des Juweliers Adolf Königsberger. Nach dem Schulbesuch  absolvierte er ab 1904 an den Universitäten Berlin und München ein Medizinstudium. Nach Studienende absolvierte er 1909 sein Medizinalpraktikum am Städtischen Krankenhaus Berlin. In München wurde er 1910 mit der Dissertation „Die Dauer der II. Geburtsperiode und ihre Folgen für Mutter und Kind“ zum Dr. med. promoviert. Nach der 1910 erteilten Approbation arbeitete Felix Königsberger ab 1911 als praktischer Arzt in Berlin-Charlottenburg. 1918 eröffnete er ein Laboratorium für medizinische Diagnostik und Röntgenlaboratorium in Berlin. 1921 war er leitender Arzt des Diagnostischen Instituts des Hauptverbandes der deutschen Krankenkassen, 1923/24 Chefarzt der von ihm mit Albert Hohn organisierten Ambulatorien. Ab 1924 arbeitete er nur noch in seiner Praxis und führte das Laboratorium weiter. Gleichzeitig war er zusammen mit Raphael Silberstein, Julius Moses, Alfred Grotjahn, Benno Chajes und Franz Karl Meyer-Brodnitz in der »Arbeitsgemeinschaft sozialdemokratischer Ärzte« engagiert. 1932 kaufte er das Diagnostische Institut des Hauptverbandes der deutschen Krankenkassen.
Nach der nationalsozialistischen „Machtergreifung“ floh Königsberger noch 1933 nach Paris. Königsberger wurde am 2. November 1939 aus dem Deutschen Reich ausgebürgert und am 26. Januar 1940 wurde ihm durch die Universität München der Doktortitel entzogen. Nach dem Einmarsch der deutschen Wehrmacht in Frankreich floh er weiter nach Allos. Von dort aus wurde er im Lager Drancy interniert, im Februar 1944 in das KZ Auschwitz deportiert und im Oktober 1944 in das KZ Dachau überstellt, wo er Ende März 1945 umkam.